# Vladimír Ambros (Fußballspieler)
Vladimír Ambros (* 30. Dezember 1993 in Chișinău) ist ein moldauischer Fußballspieler.

## Karriere

### Vereine
Ambros gehörte in der Saison 2013/14 dem Erstligisten FC Rapid Ghidighici an und kam in zwei Punktspielen zum Einsatz. Durch Unstimmigkeiten bezüglich der Lohnzahlung an zwei Spielern, signalisierte der Verein in der Winterpause, den Spielbetrieb nicht weiter fortsetzen zu können und stand somit als erster Absteiger aus der höchsten Spielklasse fest, obwohl er in einem Teilnehmerfeld von zwölf Mannschaften den neunten Platz einnahm. Daraufhin wechselte er zum Petrocub Sărata Galbenă, für den er in der Divizia A, der zweithöchsten Spielklasse, 25 Tore in 22 Punktspielen erzielte. Seit der Folgesaison ist er für Petrocub Hîncești, der in die Divizia Națională erstmals aufgestiegen war, aktiv, mit Ausnahme von fünf Punktspielen (5. April bis 7. Mai 2017) für den Ligakonkurrenten Sheriff Tiraspol zum Ende der Saison. Mit Petrocub Hîncești gewann er im Jahr 2020 mit einem 5:3 im Elfmeterschießen über den Sfântul Gheorghe Suruceni mit dem nationalen Vereinspokal seinen ersten Titel und belegte in den beiden Jahren darauf jeweils den zweiten Platz in der Meisterschaft. Auf europäischer Vereinsebene bestritt er von 2018 bis 2020 insgesamt vier Qualifikationsspiele der Europa League sowie 2021 vier und 2022 sechs Qualifikationsspiele der Europa Conference League – insgesamt und Wettbewerbsübergreifend gelangen ihm dabei vier Tore.

### Nationalmannschaft
Ambros debütierte am 9. Oktober 2015 für die A-Nationalmannschaft, die im Stadionul Zimbru von Chișinău das vorletzte Spiel der EM-Qualifikationsgruppe G mit 1:2 gegen die Nationalmannschaft Russlands verlor. Sein erstes Länderspieltor erzielte er am 22. März 2019 am selben Spielort im ersten Spiel der EM-Qualifikationsgruppe H bei der 1:4-Niederlage gegen die Nationalmannschaft Frankreichs mit dem Treffer zum Endstand in der 89. Minute – 16 Minuten nach seiner Einwechslung für Alexandru Antoniuc.

## Erfolge
- Zweiter der Meisterschaft 2021, 2022
- Moldauischer Pokal-Sieger 2020
- Torschützenkönig Divizia Națională 2018, 2022